# Istoria galezilor din Chicago
De-a lungul istoriei sale Chicago, Illinois, a devenit casa a numeroase grupuri etnice europene, printre acestea numărându-se și galezii.